# Kanton Blanzy
Der Kanton Blanzy ist seit 2015 ein französischer Wahlkreis im Saône-et-Loire in der Region Bourgogne-Franche-Comté. Er umfasst 17 Gemeinden in den Arrondissements Autun, Chalon-sur-Saône und Mâcon und hat seinen Hauptort (frz.: bureau centralisateur) in Blanzy.

## Gemeinden
Der Kanton besteht aus 17 Gemeinden mit insgesamt 18.578 Einwohnern (Stand: 1. Januar 2022) auf einer Gesamtfläche von 267,89 km²:
| Gemeinde                   | Einwohner 1. Januar 2022 | Fläche km² | Dichte Einw./km² | Code INSEE | Postleitzahl | Arrondissement   |
| -------------------------- | ------------------------ | ---------- | ---------------- | ---------- | ------------ | ---------------- |
| Blanzy                     | 5.983                    | 39,95      | 150              | 71040      | 71450        | Autun            |
| Collonge-en-Charollais     | 150                      | 12,17      | 12               | 71139      | 71460        | Chalon-sur-Saône |
| Écuisses                   | 1.624                    | 13,38      | 121              | 71187      | 71210        | Autun            |
| Genouilly                  | 418                      | 10,88      | 38               | 71214      | 71460        | Chalon-sur-Saône |
| Gourdon                    | 891                      | 25,41      | 35               | 71222      | 71300        | Autun            |
| Joncy                      | 511                      | 15,15      | 34               | 71242      | 71460        | Mâcon            |
| Le Puley                   | 80                       | 5,30       | 15               | 71363      | 71460        | Chalon-sur-Saône |
| Les Bizots                 | 473                      | 21,69      | 22               | 71038      | 71710        | Autun            |
| Marigny                    | 164                      | 22,30      | 7                | 71278      | 71300        | Autun            |
| Mary                       | 282                      | 14,55      | 19               | 71286      | 71300        | Autun            |
| Mont-Saint-Vincent         | 310                      | 13,60      | 23               | 71320      | 71300        | Autun            |
| Montchanin                 | 4.982                    | 7,82       | 637              | 71310      | 71210        | Autun            |
| Saint-Eusèbe               | 1.175                    | 21,21      | 55               | 71412      | 71210        | Autun            |
| Saint-Julien-sur-Dheune    | 230                      | 5,32       | 43               | 71435      | 71210        | Autun            |
| Saint-Laurent-d’Andenay    | 966                      | 11,49      | 84               | 71436      | 71210        | Autun            |
| Saint-Martin-la-Patrouille | 65                       | 6,76       | 10               | 71458      | 71460        | Mâcon            |
| Saint-Micaud               | 274                      | 20,91      | 13               | 71465      | 71460        | Autun            |
| Kanton Blanzy              | 18.578                   | 267,89     | 69               | 7103       | –            | –                |